# Katelijne De Vuyst
Katelijne De Vuyst (Aalst, 1958) is een Vlaams vertaler. 
De Vuyst studeerde Romaanse filologie aan de Rijksuniversiteit Gent. Ze vertaalt proza uit het Frans en poëzie uit het Engels. Ze is onder andere de vaste vertaler van Olivier Rolin. Ze is tevens redacteur vertalingen van de Poëziekrant. Voor haar vertaling van Emmanuel Carrères Limonov ontving zij in 2013 de Europese Literatuurprijs.

## Vertalingen
- Boris Vian, Slapen, 1998 (Fr. Les Fourmis, verhaal uit de gelijknamige bundel)
- Paul Smaïl, Leven doodt mij, 1998 (Fr. Vivre me tue)
- Emil Cioran, Brief aan een verre vriend, 1998 (Fr. Lettre à un ami lointain)
- Virginie Despentes, Genaaid, 1998 (Fr. Baise-moi)
- Riccardo Petrella, Water als bron van macht, 1999 (Fr. Le manifeste de l’eau)
- Virginie Despentes, Hot dogs, 1999 (Fr. Les chiennes savantes)
- Kas Deprez en Louis Vos (red.), Nationalisme in België. Identiteiten in beweging, 1780-2000 (Eng. Nationalism in Belgium. Shifting Identities, 1780-1995)
- Paul Smaïl, Casa, la casa, 2000 (Fr. Casa, la casa)
- Jean-Marie Guéhenno, De toekomst van de vrijheid, 2000 (Fr. L’avenir de la liberté)
- Virginie Despentes, De mooie dingen, 2001 (Fr. Les jolies choses)
- Anne Sexton, Kreupel hart. Gedichten, 2002 (Uit het Engels)
- Mina Loy, Wat meer is, de maan… Gedichten, 2003 (Uit het Engels)
- Olivier Rolin, Papieren tijger, 2003 (Fr. Tigre en papier) (met Hilde Keteleer)
- Pierre Péju, Het stille kind, 2004 (Fr. La Petite Chartreuse)
- Marie Ndiaye, Blinde liefde, 2006 (Fr. Un amour déraisonnable) (toneelstuk)
- Stevie Smith, Een geur van papaver. Gedichten, 2006 (Uit het Engels)
- Patti Smith, Tekenen van onschuld. Gedichten, 2006 (Eng. Auguries of Innocence)
- Olivier Rolin, De uitvinding van de wereld, 2007 (Fr. L’Invention du monde) (met Marij Elias)
- Olivier Rolin, Suite in het Crystal , 2008 (Fr. Suite à l’hôtel Crystal) (met Marij Elias)
- William Marx, Het afscheid van de literatuur, 2008 (Fr. L'adieu à la littérature)
- Jules-Amédée Barbey d'Aurevilly, Duivelinnen en demonen, 2009  (Fr. Les Diaboliques) (met Marij Elias)
- Gwyneth Lewis, Vogelzang in de gaten. Gedichten, 2009 (Eng. Chaotic Angels)
- Philippe Claudel, Tot ziens, meneer Friant, 2010 (Fr. Au revoir, monsieur Friant)
- Olivier Rolin, De leeuwenjager en Manet, 2011 (Fr. Un chasseur de lions)
- Philippe Blasband, Halvemaanstraat, 2011 (Fr. Rue du Croissant) (toneelstuk)
- Emmanuel Carrère, Limonov, 2012 (Fr. Limonov) (met Katrien Vandenberghe), bekroond met de Europese Literatuurprijs
- Emmanuel Carrère, Het koninkrijk, 2015 (Fr. Le Royaume) (met Katrien Vandenberghe)